# Эйххофф, Фредерик Гюстав
Фредерик Гюстав Эйххофф (фр. Frédéric Gustave Eichhoff; 17 августа 1799[…], Гавр — 10 мая 1875[…], VI округ Парижа или Париж) — французский лингвист, филолог и педагог; профессор в Парижском и в Лионском университетах.

## Биография
Фредерик Эйххофф родился 17 августа 1799 года в портовом городе Гавре на берегу Ла-Манша. Получил образование в Париже, где в 1826 году защитил диссертацию о древнегреческом поэте Гесиоде и ему была присвоена докторская степень.
С 1837 по 1838 Эйххофф работал заместителем Клода Форьеля в Сорбонне, а в 1842 году был назначен профессором иностранных языков на факультете литературы в Лионском университете. С 1855 года он занимал должность генерального инспектора народного просвещения.
Он был членом Академии Станисласа и членом-корреспондентом Академии надписей и изящной словесности (с 1847 года).
Фредерик Гюстав Эйххофф умер 10 мая 1875 года в VI-м округе французской столицы и был погребён на парижском кладбище Пер-Лашез.
Его заслуги перед отечеством были отмечены орденом Почётного легиона.